# 六条有家
六条有家（ろくじょう ありいえ、明和7年3月30日（1770年4月25日） - 文化12年8月6日（1815年9月8日））は、江戸時代後期の公卿。初名は六条栄保。

## 官歴
- 寛政4年（1792年）：従五位下
- 寛政6年（1794年）：従五位上
- 寛政8年（1796年）：正五位下、侍従
- 寛政12年（1800年）：右権少将、従四位下
- 享和元年（1801年）：正四位下
- 文化2年（1805年）：権中将
- 文化6年（1809年）：従三位
- 文化10年（1813年）：参議、右中将、正三位

## 系譜
- 父：六条有栄
- 母：山本実覩の娘
- 兄：六条有庸
- 養子：六条有言（久世通根の子）